# Сільський округ імені Машбека Налібаєва
Сільський округ імені Машбе́ка Наліба́єва (каз. Машбек Нәлібаев ат. а. ауылдық округі, рос. Сельский округ имени Машбека Налибаева) — адміністративна одиниця у складі Жанакорганського району Кизилординської області Казахстану. Адміністративний центр та єдиний населений пункт — село Акжол.
Населення — 1026 осіб (2021; 1020 у 2009, 915 у 1999, 763 у 1989).
Станом на 1989 рік існувала Озгентська сільська рада (села Озгент, Політотділ, Старий Озгент). Пізніше село Акжол (колишнє Політотділ) утворило окремий сільський округ імені Машбека Налібаєва.